# Ernest R. Davidson
Ernest Roy Davidson (* 12. Oktober 1936 in Terre Haute, Indiana) ist ein US-amerikanischer Chemiker (Quantenchemie).

## Leben
Davidson studierte am Rose Polytechnic Institute mit dem Bachelor-Abschluss 1958 und wurde 1961 an der Indiana University bei Harrison Shull in Quantenchemie promoviert (The first excited singlet SIGMA g + state of the hydrogen molecule). Als Post-Doktorand war er bei Joseph O. Hirschfelder an der University of Wisconsin-Madison. 1962 wurde er Assistant Professor und später Professor an der University of Washington. 1984 wurde er Professor für Chemie an der Indiana University.
Er befasst sich mit Quantenchemie kleiner Moleküle. Zu seinen algorithmischen Entwicklungen zählen eine effiziente Methode zur Berechnung Gaussscher Basisfunktionen in kartesischen Koordinaten, die iterative natural orbital method und die Davidson Methode zur Bestimmung von Eigenwerten und Eigenfunktionen großer Matrizen. Er war ein Pionier in der genauen Beschreibung von Spin- und Impulsverteilungen und von Diradikalen und trug zum Verständnis reduzierter Dichtematrizen bei. Die Davidson Correction zur Energie (Einfluss höherer Anregungen bei Abschneiden des Konfigurationsraums) und die Davidson Diagonalisierung sind in der Configuration Interaction Methode nach ihm benannt.
1967 war er Sloan Research Fellow und 1974 Guggenheim Fellow. Er ist Fellow der American Physical Society, der International Academy of Quantum Molecular Science, der American Association for the Advancement of Science (1985), der National Academy of Sciences (1987) und der American Academy of Arts and Sciences (1996). Er ist Ehrendoktor in Uppsala und am Rose-Human Institute of Technology und erhielt den American Chemical Society Award in Theoretical Chemistry, den ACS Award for Computers in Chemical and Pharmaceutical Research und den Joseph O. Hirschfelder Prize. 2001 erhielt er die National Medal of Science.
Er heiratete 1956 Reba Minnich und hat mit ihr vier Kinder.

## Publikationen (Auswahl)
- Correlation splitting in the hydrogen molecule, Ft. Belvoir Defense Technical Information Center, 1962
- Reduced Density Matrices in Quantum Chemistry, Academic Press, 1976
- Theoretical chemistry, Washington, D.C., 1991
- Modern electronic structure theory and applications in organic chemistry,  New Jersey : World Scientific, 1997